# Pareumenes laevis
Pareumenes laevis är en stekelart som först beskrevs av Schulthess 1903.  Pareumenes laevis ingår i släktet Pareumenes och familjen Eumenidae. Inga underarter finns listade i Catalogue of Life.